# Симон Луис де Рей

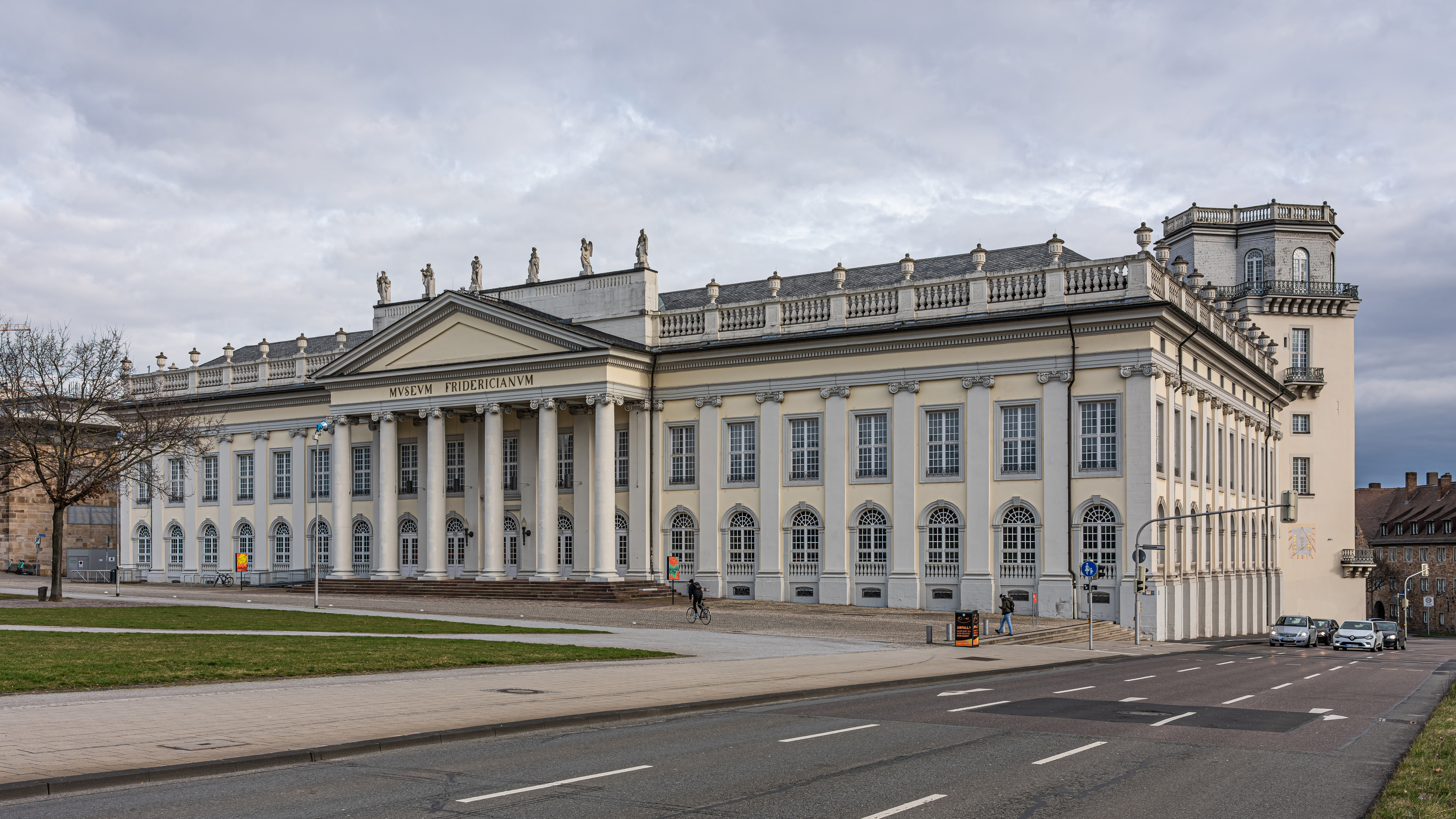
Музей Фридерицианум

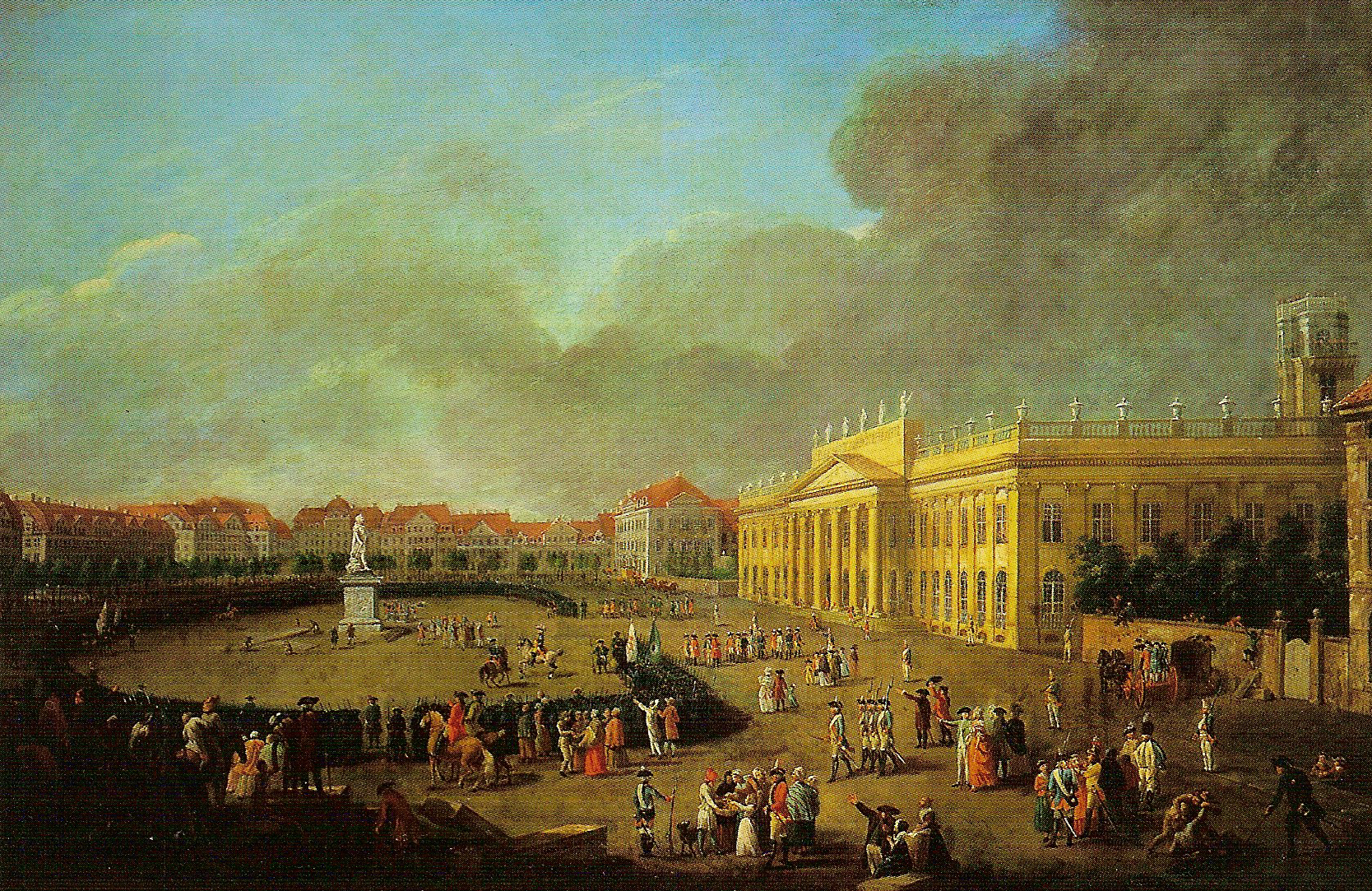
Площадь Фридриха, 1783 год

Симон Луис де Рей (нем. Simon Louis du Ry) (13 января 1726 в г. Кассель — 23 августа 1799) — немецкий архитектор, был главным градостроителем и архитектором города Кассель. Он также относится к одним из значимых архитекторов эпохи классицизма.

## Биография
Симон Луис де Рей имеет французские корни. Его отец архитектор Чарльз де Рэй (Charles du Ry)был вынужден бежать из Франции, в которой тогда правил Людовик XIV де Бурбон. Их семью приняло ландграфство Гессен-Кассель при ландграфе Карле.
Позднее при ландграфе Гессен-Касселя Фридриха II он был назначен главным градостроителем города и принял главную роль в планомерном демонтаже столицы Кассель.

## Проекты
Им были спроектированы одни из значимых памятников архитектуры, таких как площадь Фридриха, Королевская площадь и музей Фридерицианум. Сегодняшний облик Касселя во многом обязан именно этому архитектору.